# Institut historique allemand
Pour les articles homonymes, voir IHA.
L’ Institut historique allemand (IHA) ou Deutsches Historisches Institut Paris (DHIP) est un centre de recherche international en histoire. Il est l’un des onze instituts allemands à l’étranger du ministère fédéral de l’Éducation et de la Recherche de la République fédérale d’Allemagne. Depuis 2002, l’IHA est placé sous la tutelle de la Fondation Max Weber – instituts allemands en sciences humaines à l’étranger, qui est rattachée à l’État fédéral et dont le siège se trouve à Bonn. 
Les missions de l'IHA sont la recherche, la médiation et la qualification. Les projets de recherche portent essentiellement sur l’histoire de l’Europe de l’Ouest, de l’Antiquité tardive jusqu’à aujourd’hui. Ses points forts sont, au-delà de la France, de l’Allemagne et de l'histoire franco-allemande, l'Europe occidentale, l'Afrique et les humanités historiques. Depuis 1994, les chercheuses et chercheurs de l’IHA travaillent à l’hôtel Duret de Chevry, un hôtel particulier situé dans le Marais à Paris.

## Histoire
En 1902, Paul Fridolin Kehr (de), médiéviste et futur président du Monumenta Germaniae Historica, caresse déjà l’idée de fonder un IHA à Paris, mais son initiative reste au stade embryonnaire. En 1941, la proposition est reprise par un autre médiéviste allemand, Theodor Mayer (de). Il souhaite notamment que le travail mené à Paris légitime historiquement les « prétentions allemandes d’hégémonie » sur l’Europe. Des querelles de compétences retardent ce projet que la suite de la guerre finit d’enterrer.
Ce n’est plus la domination, mais l’échange et la médiation entre historiennes et historiens de France et d’Allemagne qui président à l’ouverture du « Centre allemand de recherche historique » (Deutsche Historische Forschungsstelle in Paris - DHFS) le 21 novembre 1958. Il est financé par l’État fédéral et géré par la « Commission scientifique de recherche sur l’histoire des relations franco-allemandes », basée à Mayence. Son président, le médiéviste Eugen Ewig, est le père fondateur de l’institut. Les objectifs scientifiques de la fondation du centre sont intimement liés au processus de réconciliation franco-allemande consécutif à la Seconde Guerre mondiale. À l’issue de plusieurs années de négociations, l’institut parvient le 1er juillet 1964, soit un an après la signature du Traité de l’Élysée, à s’institutionnaliser dans la durée. Il prend alors le nom d’Institut historique allemand et est désormais un organisme fédéral placé sous la tutelle du ministre fédéral de la Recherche scientifique. En 1966, Alois Wachtel, médiéviste bonnois, devient son premier directeur.
Karl Ferdinand Werner, médiéviste de Mannheim prend sa succession et marque durablement l’institut qu’il dirige de 1968 à 1989, notamment par ses recherches sur le Haut Moyen Âge. Il fonde la revue Francia et diverses manifestations, dont les « Jeudis de l’Institut historique allemand », et organise le déménagement de la rue du Havre dans un immeuble de la 9 rue Maspéro, siège actuel de la délégation allemande auprès de l’UNESCO. Le personnel comme les fonds de la bibliothèque s’accroissent constamment et l’IHA doit à nouveau déménager. Peu avant l’entrée en fonction du successeur de Werner, Horst Möller, futur directeur de l'Institut d'histoire contemporaine à Munich, la République fédérale acquiert l’hôtel Duret-de-Chevry, un hôtel particulier situé non loin de la Place des Vosges, que Charles Duret-de-Chevry, haut fonctionnaire du roi, fit bâtir autour de 1620[TM1] . L’inauguration officielle du nouveau siège de l’institut se déroule le 19 mai 1994 en présence du président de la République fédérale d’Allemagne, Richard von Weizsäcker. L’IHA est désormais dirigé par Werner Paravicini, qui focalise dans ses recherches sur la Bourgogne du Moyen Âge tardif. 
En 2002, l’IHA passe sous l’égide de la fondation d’utilité publique Max Weber Stiftung, qui fédère à ce jour plus de onze instituts dans le monde. Sous la direction de Gudrun Gersmann, les humanités numériques deviennent une priorité à partir de 2007, avec de vastes projets de (rétro) numérisation et un engagement actif pour l’accès libre, via des initiatives comme perspectivia.net. De 2013 à 2023, l’IHA est dirigé par l’historien suisse Thomas Maissen, qui élargit l’horizon géographique de l’institut. En 2015, un premier projet de recherche sur l’Afrique sub-saharienne est créé en partenariat avec l’université Cheikh-Anta-Diop de Dakar au Sénégal et le Centre de recherches sur les politiques sociales (CREPOS). Avec la constitution d’un groupe de recherche transnational sur « La bureaucratisation des sociétés africaines », une deuxième phase de la coopération avec le CREPOS et l’UCAD a été amorcée en janvier 2017 et a pris fin au terme de l’accord bilatéral en 2021. Depuis fin 2018, le groupe de recherche transnational est membre du « Maria Sibylla Merian Institute for Advanced Studies in Africa » (MIASA), qui est porté par une série de partenaires, dont l’IHA, et financé par le ministère fédéral de l’Éducation et de la Recherche. Le MIASA étudiera les gouvernements démocratiques, le traitement de conflits et les transformations durables. Depuis septembre 2023, l'IHA est dirigé par le médiéviste Klaus Oschema. La directrice adjointe est, depuis septembre 2021, Mareike König, qui est la première femme à occuper ce poste.

## Directeurs
- 1958–1966 : Eugen Ewig
- 1966–1968 : Alois Wachtel (de)
- 1968–1989 : Karl Ferdinand Werner
- 1989–1992 : Horst Möller
- 1993–2007 : Werner Paravicini
- 2007–2012 : Gudrun Gersmann (de)
- 2013–2023 : Thomas Maissen
- Depuis 2023 : Klaus Oschema (de)

## Missions
Les principales missions de l’IHA sont les suivantes : Recherche, Médiation et Qualification.

### Recherche
L’IHA possède ses propres équipes de recherche, travaillant la plupart du temps en coopération avec des partenaires français, et propose divers soutiens à des chercheuses et chercheurs extérieurs venant du monde entier, qui s’intéressent à l’histoire de l’Europe de l’Ouest et à l’Afrique et qui mènent à cet effet des recherches en France ou en Allemagne. Les sources des bibliothèques et archives parisiennes et françaises jouent un rôle de premier plan. Les thèmes de recherche vont du Moyen Âge au XXIe siècle. À l’origine, les projets de recherche en histoire médiévale et moderne prédominaient, notamment le recensement des documents mérovingiens. À partir de 1970, les recherches sur l’histoire contemporaine et du temps présent prennent de l’ampleur. L’IHA explore de nouveaux terrains avec son département d'histoire numérique et le groupe de recherche international à Dakar (Sénégal) créé en 2015, en partenariat avec l’Université Cheikh Anta Diop de Dakar sur la « Bureaucratisation des sociétés africaines ». Depuis 2018, l’IHA participe au Merian Institut for Advanced Studies in Africa (MIASA) à Accra, qui travaille sur la « gouvernance durable ».
Avec des projets de recherche fondamentale, des sources importantes ont été recensées et mises à disposition dans des bases de données.
Des chercheuses et chercheurs invités travaillent régulièrement à l’IHA afin de poursuivre des projets propres mais aussi pour contribuer à la discussion et à la recherche au sein de l’institut.

Plaque commémorative d'inauguration de l'année 1994 en présence de l'ancien président allemand Richard von Weizsäcker (en latin).

### Médiation
L’IHA publie régulièrement ses recherches en divers formats : online, dans des revues scientifiques et sous forme de livres. Par ailleurs, il dirige une bibliothèque scientifique plurilingue spécialisée en histoire allemande. Pour promouvoir la coopération entre historiennes et historiens français, allemands et du monde entier, l’IHA organise régulièrement des colloques internationaux, des séminaires et des conférences, tels que les Jeudis de l’Institut historique allemand. Il s’investit également comme partenaire de colloques d’historiennes et historiens franco-allemands ou internationaux.

### Qualification
L’IHA possède ses propres programmes d’aide aux jeunes chercheuses et chercheurs qui travaillent sur l’histoire française, franco-allemande ou ouest-européenne. Il propose à intervalles réguliers des universités d’été, des excursions thématiques, des cours linguistiques spécialisés et des ateliers de paléographie, permettant aux étudiantes et étudiants de découvrir de nouveaux horizons de recherche et d’échanger avec des jeunes en études et des enseignantes-chercheuses et enseignants-chercheurs du monde entier. Les doctorantes et doctorants ainsi que postdoctorantes et postdoctorants peuvent bénéficier de bourses de mobilité, d’allocations de thèse ou du programme Karl-Ferdinand-Werner. L’IHA offre également des bourses de mobilité ou de résidence aux étudiants ainsi que la possibilité d’effectuer des stages scientifiques.

## Organisation et projets de recherche
L’IHA emploie environ 40 personnes (départements scientifiques, bibliothèque, rédaction, relations publiques et presse, service événementiel et administration confondus). Un conseil scientifique composé de neuf professeures et professeurs d’université français et allemands, de toutes les périodes historiques, soutient et conseille l’IHA dans son travail. Les projets de recherche sont répartis en cinq départements : Moyen Âge, Histoire moderne, Histoire contemporaine, Digital Humanities, Afrique. La directrice actuelle du conseil scientifique est la germaniste Claudine Moulin, professeure à Trèves, la vice-présidente est Gabriele Metzler, professeure à l'université Humboldt de Berlin.

## Bibliothèque
La bibliothèque de l’IHA est accessible gratuitement à tous les chercheuses et chercheurs munis d’une carte de lecture. Elle offre 46 places de lecture et quatre postes informatiques avec accès internet. La bibliothèque de l’Institut est une bibliothèque de consultation sur place, aucun emprunt d’ouvrages issu du fonds de cette dernière n’est possible. Elle est rattachée au service allemand de prêt entre bibliothèques. Son fonds comprend à ce jour 120 000 volumes et 350 périodiques en cours de publication sur l’histoire française et allemande, l’histoire des relations entre les deux pays, l’histoire de l’Europe de l’Ouest de l’Antiquité tardive à nos jours et l’histoire régionale de l’Allemagne. La collection des périodiques comprend essentiellement des revues régionales allemandes. Les blogs Franco-Fil et Germano-Fil informent sur les techniques et méthodes de recherche et de gestion de l’information. Ils proposent également des séminaires réguliers sur la recherche documentaire, offrant aux chercheuses et chercheurs une précieuse aide dans leurs recherches.

## Publications
L’IHA publie les résultats de recherche internes ainsi que des thèses de doctorat et d’habilitation jugées excellentes. Il poursuit une stratégie d’accès libre, qui permet d’accéder à toutes les publications en ligne. 
La revue Francia, qui paraît depuis 1973, est l’unique revue historique allemande consacrée à l’histoire de l’Europe de l’Ouest. Les articles paraissent en allemand, français ou anglais Son éventail thématique et chronologique va de l’archéologie du IVe siècle aux relations franco-allemandes les plus récentes. L’ensemble des volumes déjà parus, à l’exception du numéro en cours, sont librement accessibles en ligne. Depuis 2008, les comptes rendus sont publiés quatre fois par an en ligne au sein de « Francia-Recensio ».
La plus ancienne collection de l’IHA, les Pariser Historische Studien (PHS), a été fondée en 1962 et publie des ouvrages en français, anglais et allemand. Dans le cadre de la stratégie de publication de l’IHA de 2019, la collection Beihefte der Francia (BdF) fondée en 1975, a été fusionnée avec les PHS.  
La collection Histoire franco-allemande, composée de onze volumes et commencée en 2005, paraît en français et en allemand, et porte sur l’ensemble des périodes historiques, de 800 jusqu’à nos jours.
La série Studien und Dokumente zur Gallia Pontificia (Études et documents de la Gallia Pontificia) publie des essais et des éditions de sources sur les actes et lettres de la papauté en France. Tous les volumes sont disponibles en accès libre au format PDF sur perspectivia.net. La collection est terminée depuis 2012. 
En tant que promoteur du portail germanophone http://de.hypotheses.org, l'IHA contribue au développement de blogs méthodologiques ou thématiques en sciences humaines et sociales. Les résultats des travaux de l’Institut en matière de recherche fondamentale, ainsi que les enregistrements audios des différentes conférences ayant lieu à l’IHA, sont disponibles sur le site de l’Institut. 
Des anciennes séries comme les « Discussions » sont également accessibles en ligne. Par ailleurs, l’IHA a été partenaire de la revue franco-allemande de sciences humaines et sociales Trivium, qui publie des traductions d’articles de référence en français ou en allemand.